# Pforzheim
Pforzheim és una ciutat alemanya situada a l'estat federat de Baden-Württemberg. Es troba 25 km a l'est de Karlsruhe i 27 km a l'oest de Stuttgart. La ciutat es troba a la vall del riu Enz, al nord de la Selva Negra i té 128.922 habitants (2023). És coneguda com la ciutat de l'or (Goldstadt) a causa que durant molt de temps va ser el centre de la indústria de les joies i els rellotges a Alemanya.

## Geografia
La ciutat s'estén al llarg de 10 km de la vall del riu Enz, a més hi ha barris que es troben a les valls del riu Nagold (Dillstein i Weissenstein) i Würm (Würm). El clima és temperat i semihumit en la vall (mitjana anual: 11 °C) i temperat-fred i humit als altiplans (mitjana anual: 8 °C). Les diferències estacionals són molt pronunciades: durant l'estiu, la temperatura mitjana arriba als +20°, mentre a l'hivern és de només +1°. En les parts altes de la ciutat és freqüent que hi hagi neu.

## Població
Dels 128.992 habitants, al voltant de 85.000 habiten a la zona central i la resta es reparteixen entre els nous barris ubicats als afores. Al voltant del 18% són estrangers, i un 20% són russos nacionalitzats, motiu pel qual la ciutat es va transformar en un espai cultural i plural que es reflecteix en diversos clubs de les diverses comunitats d'immigrants. Les minories més nombroses són -a més dels russos nacionalitzats- els turcs, italians, croats i albanesos, i seguint en l'ordre polonesos, iugoslaus, portuguesos i espanyols.

## Personatges il·lustres
- Heinrich Otto Wieland (1877-1957), químic i professor universitari, Premi Nobel de Química de 1927.
- Carl Adolph Preyer (1863-1947) músic i compositor alemany

## Ciutats agermanades
La ciutat de Pforzheim es troba agermanada amb:
- Guernica (País Basc), des de 1989
- Saint-Maur-des-Fossés (França), des de 1989
- Vicenza (Itàlia), des de 1991
- Tschenstochau (Polònia), des del 24 d'agost 2007
- Irkutsk (Rússia), des de 18 setembre 2007
- Nevşehir (Turquia), des de 6 desembre 2007
- Komitat Győr-Moson-Sopron (Hongria), des de 2007
- Osijek (Croàcia), des del 29 juny 2008